# Thomas Edward Ellis
Thomas Edward Ellis (16 février 1859 – 5 avril 1899), souvent connu sous le nom de TE Ellis ou Tom Ellis, est un homme politique gallois qui dirigeait le Cymru Fydd, un mouvement visant à l'autonomie du Pays de Galles. Ellis est, pendant un certain temps, le plus éminent d'une génération de personnalités politiques libérales apparues au Pays de Galles après 1886, qui accordent plus d'importance que la génération précédente à la dimension galloise à leur investissement politique. Sa mort prématurée en 1899 dans sa quarantième année ajoute à l'aura qui entoure son nom .

## Jeunesse

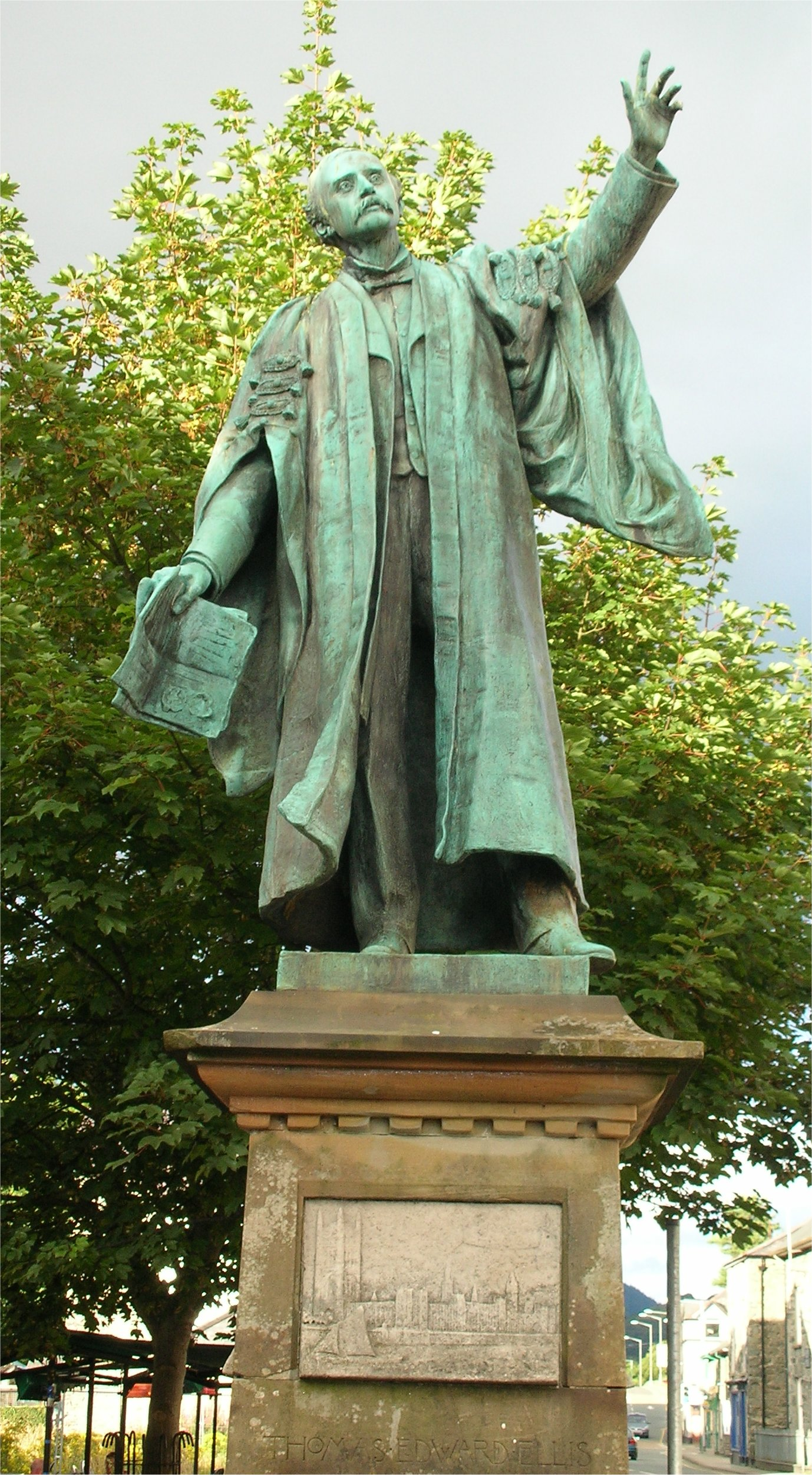
Statue sur la principale rue commerçante de Bala

Il est né à Cefnddwysarn près de Bala, le fils d'un fermier, et est élevé parmi les souvenirs populaires des expulsions politiques à Merioneth après les élections générales de 1859 et 1868 . Après avoir fréquenté la Bala Grammar School, où il a Owen Morgan Edwards (en) comme camarade de classe, il étudie à l'Université d'Aberystwyth (alors Aberystwyth college) de 1875 à 1879, puis est allé au New College, Oxford, et est diplômé en histoire en 1884 .
En quittant Oxford, Ellis entre brièvement dans le journalisme et est également précepteur privé pour le fils d'un magnat du transport maritime du sud du Pays de Galles. Puis il devient le secrétaire privé du député du Parti libéral, John Brunner (1er baronnet) . Cela l'amène à Londres et le rapproche d'une vie politique.

## Carrière parlementaire
En 1886, il est choisi comme candidat du Parti libéral pour la circonscription de Merionethshire, et est élu la même année aux élections générales  .
Il devient rapidement influent en tant que porte-parole des préoccupations galloises, et dans un discours à Bala en 1890 appelle à une assemblée législative pour le Pays de Galles . Il est le chef du mouvement Cymru Fydd qui demande l'autonomie du pays de Galles, coopérant étroitement avec David Lloyd George, et joue également un rôle de premier plan dans la campagne pour la Séparation de l'Église et de l'État dans le Pays de Galles. En 1892, lorsque Gladstone forme un nouveau gouvernement, Ellis accepte le poste de deuxième whip, ce qui signifie qu'il doit se retirer du mouvement, dont le leadership est repris par Lloyd George et Herbert Lewis (député de Flint Boroughs). En 1894, Ellis est nommé whip en chef.
Il publie également le premier volume des œuvres collectées de l'écrivain gallois puritain Morgan Llwyd , un ouvrage achevé après sa mort par son beau-frère, JH Davies . Il est décédé à Cannes en 1899. Son fils, l'académicien Thomas Iorwerth Ellis (en), écrit une biographie en deux volumes de lui, les volumes étant publiés respectivement en 1944 et 1948.
Ellis est un partisan du pan-celticisme, déclarant «Nous devons travailler pour réunir les réformateurs celtiques et les peuples celtiques. Les intérêts des Irlandais, des Gallois et des [Écossais] Crofters sont presque identiques. Leur histoire passée est très similaire, leurs oppresseurs actuels sont les mêmes et leurs besoins immédiats sont les mêmes .

## Personnalité
Selon Kenneth O Morgan, Tom Ellis est un «nationaliste complexe». D'une part, il est profondément enraciné dans la tradition méthodiste, avec un amour de la poésie et de la littérature galloises. Il se considère comme un adepte de Mazzini, et son soutien au Cymru Fydd en faisait un défenseur éminent du Home Rule. En revanche, il est aussi un admirateur de Cecil Rhodes, qu'il a rencontré à Cape Colony et son acceptation d'un poste gouvernemental a suscité les critiques de certains de ses anciens partisans .